# Afrikai kancsil
Az afrikai kancsil vagy afrikai patkányőz (Hyemoschus aquaticus) az emlősök (Mammalia) osztályának párosujjú patások (Artiodactyla) rendjébe, ezen belül a kancsilfélék (Tragulidae) családjába tartozó faj.
Nemének az egyetlen faja.

## Előfordulása
Nyugat és Közép-Afrika endemikus faja. Megtalálható Kamerunban, a Közép-afrikai Köztársaságban, a Kongói Köztársaságban, a Kongói Demokratikus Köztársaságban, Elefántcsontparton, Egyenlítői-Guineában, Gabonban, Ghánában, Guineában, Libériában és Sierra Leonéban. Uganda több régiójából már eltűnt.
Kizárólag a zárt lombkoronájú, párás trópusi síkvidéki erdőket kedveli, élőhelyén főként folyók és patakok környékén található meg.

## Megjelenése
Testhossza 45-85 centiméter, marmagassága 32–35 centiméter, tömege 8–16 kilogramm. A patás állatoknál szokatlan módon a nőstények nagyobbak a hímeknél, általában 2 kilogrammal nehezebbek náluk.
Fényes szőrzete élénk vörösesbarna színű, testének alsó része fehér. A teljes testén, a vállától a faráig feltűnő, hosszanti fehér csíkok találhatók, a hátán elhelyezkedő fehér pöttyök függőleges sorokban rendeződnek el. Állát, torkát és mellét durva szőrzet borítja, melyen fordított V alakú mintázat látható.
Az afrikai kancsil testének hátsó fele erőteljes izomzatú, sokkal magasabb, mint a lapockája, ezért az állat egész teste előre lejt. Járás közben a fejét a föld felé tartja, így teste csaknem tökéletes kúp alakot vesz fel, ezért a gyakorlatilag áthatolhatatlan bozótosokban is könnyedén mozog. Tovább növeli hatékonyságát hátának megvastagodott bőre, mely védi az állatot a sűrű, ellenálló növényzet hatásaival szemben. Ez a megvastagodott bőrfelület egészen a faráig és a torkáig húzódik. Lába rövid, testének tömegéhez képest meglehetősen gyengének tűnik, patái a sertésére emlékeztetnek, a farkaskörmök nem érik a talajt. Csánkja mögött fényes fekete bőr van. Farka rövid, alsó fele bolyhos, fehér.
Nyaka rövid és tömzsi. Kis méretű feje keskeny és csúcsos, mely hegyes orrban végződik, orrlyukai hasítékszerűek. Füle kis méretű és lekerekített. Egyik ivarú egyednek sincs szarva vagy agancsa, mellyel védekezhetne. Azonban – a pézsmaszarvashoz és a víziőzhöz hasonlóan – a hímek felső szemfoga jól fejlett, tőrszerű, mely szájának mindkét oldalán túlnyúlik az alsó állkapcsán. A nőstények szemfoga is megnövekedett, bár az ő foguk rövidebb és tompább, mint a hímeké. A hímek állán szagmirigyek találhatók.

## Életmódja
Az afrikai kancsil folyóvölgyek és síkvidéki esőerdők lakója, ritkán található a vízfelületeknél (folyóknál, tavaknál, mocsaraknál) 250 m-nél távolabb. Kizárólag éjszakai életmódot folytat, este 6 és reggel 6 között aktív. Tisztásokon, folyópartokon éjjel keresi táplálékát, nappal a sűrű erdőben rejtőzködik. Pihenő pozíciójában hátsó lábain ül, első lábaival tartja magasan testét. Számos más erdei patáshoz hasonlóan az afrikai kancsil is szigorúan magányos életmódot folytat. A felnőtt nőstények által elfoglalt átlagos terület 13–14 hektár, ezen a területen általában vele él a legfiatalabb utódja. A szomszédos állatok területei között csak kisebb méretű átfedés lehetséges, és jellemzően nagyon kevés a kapcsolat köztük. A nőstények, ivarérettségük elérése után általában teljes életük folyamán ugyanazon a területen maradnak. A hímek  ezzel ellentétben kevésbé helyhez kötöttek, általában kevesebb, mint egyévnyi tartózkodás után új területet keresnek. A hímek területe általában nagyobb a nőstényekénél, jellemzően 20–30 hektár, és általában legalább két nőstény területével van átfedésben. Bár a territoriális viselkedésére nézve nincs bizonyíték, az afrikai kancsilok területileg jól elkülönülnek. A feljegyzett állománysűrűség 7,7 és 28 egyed négyzetkilométerenként. A Kongói Demokratikus Köztársaságban fekvő Ituri-esőerdőben az állománysűrűségük 1,5–5,0 egyed négyzetkilométerenként.
Az afrikai kancsilra a legtöbb, az adott területen élő ragadozó vadászik, a fiatal egyedeket mind az éjszakai mind a nappali ragadozó madarak zsákmányul ejthetik. Ragadozó közelében jellemző viselkedés a megmerevedés. Felfedezés és üldözés esetén az afrikai kancsil a vízbe menekül. Amint a neve is utal rá, jól érzi magát a vízben, a víz alá merülve képes úszni is, bár hamar kifárad. Szinte teljesen a vízbe merülve képes rejtőzködni.

### Táplálkozása
Az afrikai kancsil elsősorban a kifejlett erdőkben táplálkozik, az erdő pereme mentén, valamint a másodlagos erdőkben; víz közeli, vagy elöntött területeken kisebb táplálkozási aktivitást mutat. Táplálékszerzése során a legfontosabb érzékszerve a szaglása. Elsősorban növényevő – 19 Gabonban elejtett egyed gyomortartalmának elemzése azt mutatta, hogy az elfogyasztott táplálék 68,7%-a gyümölcs volt. A maradék részt levelek, levélnyelek, szárak, állati eredetű táplálék, virágok és gombák alkották. Táplálékában 76 növényfaj gyümölcsét azonosították, bár feltehetően ennél többfélét fogyaszt. Az elfogyasztott gyümölcsök többsége 0,5–2 cm méret közé esik. Az elfogyasztott állati eredetű táplálék többségét rovarok alkotják, ez a faj aktívan vadászik a hangyákra, a hangyacsapások mentén rendszeresen nyalogatják a talajt. Táplálékában megfigyeltek rákokat, döghúst és halat is. A fiatal egyedek kevesebb gyümölcsöt fogyasztanak, amíg szopnak, viszont nagyobb arányban eszik a leveleket és a levélnyeleket.

## Szaporodása
Az afrikai kancsil rejtőzködő életmódja miatt még kevés ismert a faj életciklusáról – a jelentések nagy eltéréseket mutatnak. A nősténynek, annak peteérésekor udvarolni kezd a hím, aki ilyenkor a nőstény minden mozdulatát követi és hangokat is kiad. A hím hangjára a nőstény megáll, majd némi előjáték után bekövetkezik a párzás. A nőstények egy vemhességben egy utódnak adnak életet, jellemzően évente egyszer. A négy csecs jelenléte azonban arra utal, hogy egyszerre több utód felnevelésére is képes lenne. A vemhességi időszakról szóló jelentések 4 és 9 hónap között változnak. Dubost and Feer jelentése 219 nap vemhességet jelöl meg.
Gabonban az év teljes szakában előfordulnak születések, bár a csúcs az évi kétszeri száraz évszak első néhány hónapjára, januárra és július-augusztusra esik, amikor a fő táplálékul szolgáló gyümölcsök mennyisége és minősége (fehérjetartalma) a legmagasabb. Életük első három hónapjában az utódokat anyjuktól külön lehet rejtőzködve megtalálni. Ebben a kezdeti időszakban az anya rendszeresen meglátogatja borját, hogy megszoptassa, ebben az időszakban nyelvével rendszeresen meg is tisztítja.
A fiatal egyedek már egy órával születésük után lábra állnak. Általában egy helyben maradnak, nem játszanak, hiszen szinte soha nem kerülnek kapcsolatba hasonló korú egyedekkel. A szoptatás általában 3-6 hónapos korukig, néha akár 9 hónapos korukig tarthat. Az ivarérettséget 9–26 hónapos korukban érik el, ekkor a fiatal egyedek otthagyják anyjuk területét. 2 éves korukig növekednek, ekkorra fejlődik ki a felnőtt fogazat. Az afrikai kancsil általában nem él 8 évnél tovább, bár a lehetséges élettartama 11–13 év.

## Természetvédelmi helyzete
A 2009-es évi adatok szerint, a faj becsült létszáma 278 000 egyed lehetett. A Természetvédelmi Világszövetség (IUCN) a nem veszélyeztetett fajok közt tartja nyilván. Rejtőzködő életmódja miatt az egyes országokbeli létszámáról kevés információ áll rendelkezésre, bár bizonyíték van arra, hogy bizonyos területeken létszáma csökken. A faj számára a legnagyobb fenyegetést a mezőgazdaság és az emberi települések terjeszkedése miatti élőhelyvesztés, valamint a vadászat jelenti.